# Elección de gobernador regional de Tarapacá de 2021
La elección de gobernador regional de Tarapacá de 2021 realizada el 15 y 16 de mayo de 2021, así como en todo Chile, para elegir a los responsables de la administración a nivel regional. Sin que ninguno de los candidatos lograse el 40 % de los votos, se realizará una segunda vuelta el 13 de junio de 2021.

## Sistema electoral
El gobernador regional es elegido por sufragio universal, en un sistema de segunda vuelta. El margen para resultar electo en la primera ronda de votación es un 40% de los votos válidamente emitidos. Si ninguna candidatura logra el 40% de los votos válidamente emitidos, hay una segunda vuelta entre las dos más votadas.
Dura cuatro años en el ejercicio de sus funciones y puede ser reelegido como máximo en una ocasión.

## Resultados

### Primera vuelta
Con el 100 % de los votos escrutados.
|  | 28,56 % |

|  | 25,53 % |

|  | 24,39 % |

|  | 21,53 % |

|  | 94,85 % |

|  | 2,28 % |

|  | 2,87 % |

|  | 100 % |

|  | 37,10 % |

### Segunda vuelta
|  | 57,02 % |

|  | 42,98 % |

|  | 98,11 % |

|  | 1,48 % |

|  | 0,40 % |

|  | 100 % |

|  | 13,52 % |